# シンプソン大学

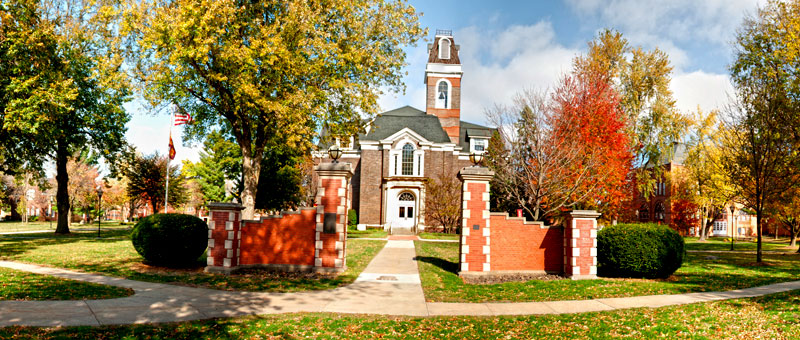
College Hall at Simpson College

シンプソン大学 (シンプソンだいがく、英語: Simpson College) とはアメリカ合衆国アイオワ州インディアノーラにある、メソジスト系の私立・リベラル・アーツ大学である。
高等学習委員会（英語: Higher Learning Commission）からの認定を受けており、1,250人の一般学生と300人のパートタイム学生が在籍している。インディアノーラの他にウェストデモインにも施設を有している。